# John Randolph (attore)
John Randolph, pseudonimo di Emanuel Hirsch Cohen (New York, 1º giugno 1915 – Hollywood, 24 febbraio 2004), è stato un attore statunitense.

## Biografia
Randolph nacque a New York nel 1915, figlio di Louis Cohen, un fabbricante di cappelli, e di Dorothy Shorr, un'agente assicurativa, ambedue immigrati ebrei ashkenaziti originari rispettivamente della Romania e della Russia. Ha interpretato il capitano Ross nel film King Kong (1976) di John Guillermin, con Jessica Lange, Jeff Bridges e Charles Grodin. Fra le numerose interpretazioni della sua carriera, da citare il ruolo del padre di George Costanza nella serie televisiva americana Seinfeld. Una curiosità: nella serie, forse come tributo al King Kong di Guillermin, appeso al muro dell'appartamento di Jerry Seinfeld, c'è un quadretto con la locandina del film.

## Filmografia parziale

### Cinema
- Operazione diabolica (Seconds), regia di John Frankenheimer (1966)
- Smith, un cowboy per gli indiani (Smith!), regia di Michael O'Herlihy (1969)
- Number One, regia di Tom Gries (1969)
- Chicago Chicago (Gaily, Gaily), regia di Norman Jewison (1969)
- Uomini e cobra (There Was a Crooked Man...), regia di Joseph L. Mankiewicz (1970)
- Piccoli omicidi (Little Murders), regia di Alan Arkin (1971)
- Fuga dal pianeta delle scimmie (Escape from the Planet of the Apes), regia di Don Taylor (1971)
- 1999: conquista della Terra (Conquest of the Planet of the Apes), regia di J. Lee Thompson (1972)
- Serpico, regia di Sidney Lumet (1973)
- Terremoto (Earthquake), regia di Mark Robson (1974)
- King Kong, regia di John Guillermin (1976)
- Il paradiso può attendere (Heaven Can Wait), regia di Warren Beatty e Buck Henry (1978)
- Frances, regia di Graeme Clifford (1982)
- L'onore dei Prizzi (Prizzi's Honor), regia di John Huston (1985)
- National Lampoon's Christmas Vacation - Un Natale esplosivo! (Christmas Vacation), regia di Jeremiah S. Chechik (1989)
- Scappatella con il morto (Sibling Rivalry), regia di Carl Reiner (1990)
- Il gioco dei rubini (A Price Above Rubies), regia di Boaz Yakin (1998)
- C'è posta per te (You've Got Mail), regia di Nora Ephron (1998)
- Sunset Strip, regia di Adam Collis (2000)

### Televisione
- Assistente sociale (East Side/West Side) – serie TV, episodio 1x13 (1963)
- Bonanza – serie TV, episodio 10x01 (1968)
- Colombo (Columbo) – serie TV, episodio 3x07 (1974)
- Kojak – serie TV, episodio 2x09 (1974)
- Old Friends, regia di Michael Lessac – film TV (1984)
- Quando l'estate muore (As Summers Die), regia di Jean-Claude Tramont – film TV (1986)
- Seinfeld – serie TV, episodio 4x22 (1993)
- E.R. - Medici in prima linea (ER) – serie TV, un episodio (1994)

## Doppiatori italiani
Nelle versioni in italiano delle opere in cui ha recitato, Jon Randolph è stato doppiato da:
- Bruno Persa in Operazione diabolica, Piccoli omicidi
- Gil Baroni in Kojak, Un Natale esplosivo
- Alfredo Censi in Uomini e cobra
- Pino Locchi in Fuga dal pianeta delle scimmie
- Giuseppe Rinaldi in Serpico
- Renato Mori in King Kong
- Arturo Dominici in L'onore dei Prizzi
- Dante Biagioni in Seinfeld
- Mario Mastria in Scappatella con il morto
- Mario Milita in C'è posta per te